# Municipio de Zongolica
El municipio de Zongolica es uno de los 212 municipios en que se encuentra dividido el estado mexicano de Veracruz. Su cabecera es la población del Zongolica.

## Geografía
El municipio se encuentra localizado en la zona centro-occidental del estado de Veracruz, en la denominada región de Las Montañas y la sierra de Zongolica. Tiene una extensión territorial de 282.944  kilómetros cuadrados que representan el 0.39 % de la extensión total de Veracruz. Sus coordenadas geográficas extremas son 18°32′ - 18°47′ de latitud norte y 96°50′ - 97°2′ de longitud oeste, y su altitud va de un mínimo de 100 a un máximo de 2000 metros sobre el nivel del mar.
El territorio municipal limita al suroeste con el municipio de Tehuipango y con el municipio de Mixtla de Altamirano, al oeste con el municipio de Texhuacán y el municipio de Los Reyes, y al noroeste con el municipio de Tequila; al norte limita con el municipio de Naranjal y el municipio de Coetzala, al noreste con el municipio de Omealca y al este y sureste con el municipio de Tezonapa. Al sur confina con el estado de Puebla, de forma específica con el municipio de Eloxochitlán y el municipio de Ajalpan.

## Demografía
De acuerdo a los resultados del Censo de Población y Vivienda de 2020 realizado por el Instituto Nacional de Estadística y Geografía, la población total del municipio de Zongolica asciende a 42 028 personas, de las que 23 263 son mujeres y 21 765 son hombres.
La densidad poblacional es de 148.17 habitantes por kilómetro cuadrado.

### Localidades
El municipio incluye en su territorio un total de 149 localidades. Las principales, considerando su población del censo de 2020 son:
| Localidad              | Población |
| Total Municipio        | 42 028    |
| Zongolica              | 7 455     |
| San José Independencia | 1 121     |
| Temaxcalapa            | 1 092     |
| Tepetlampa             | 1 024     |
| Tepenacaxtla           | 892       |
| El Porvenir            | 815       |
| San Sebastián          | 757       |
| Ixpalcuahutla (Moxala) | 395       |

## Política

### Representación legislativa
Para la elección de diputados locales al Congreso de Veracruz y de diputados federales a la Cámara de Diputados federal, el municipio de Zongolica se encuentra integrado en los siguientes distritos electorales:
Local:
- Distrito electoral local de 22 de Veracruz con cabecera en Zongolica.[4]

Federal:
- Distrito electoral federal 18 de Veracruz con cabecera en Zongolica.[5]